# Territoire
Pour les articles homonymes, voir Territoire (éthologie) et Territoire (république démocratique du Congo).

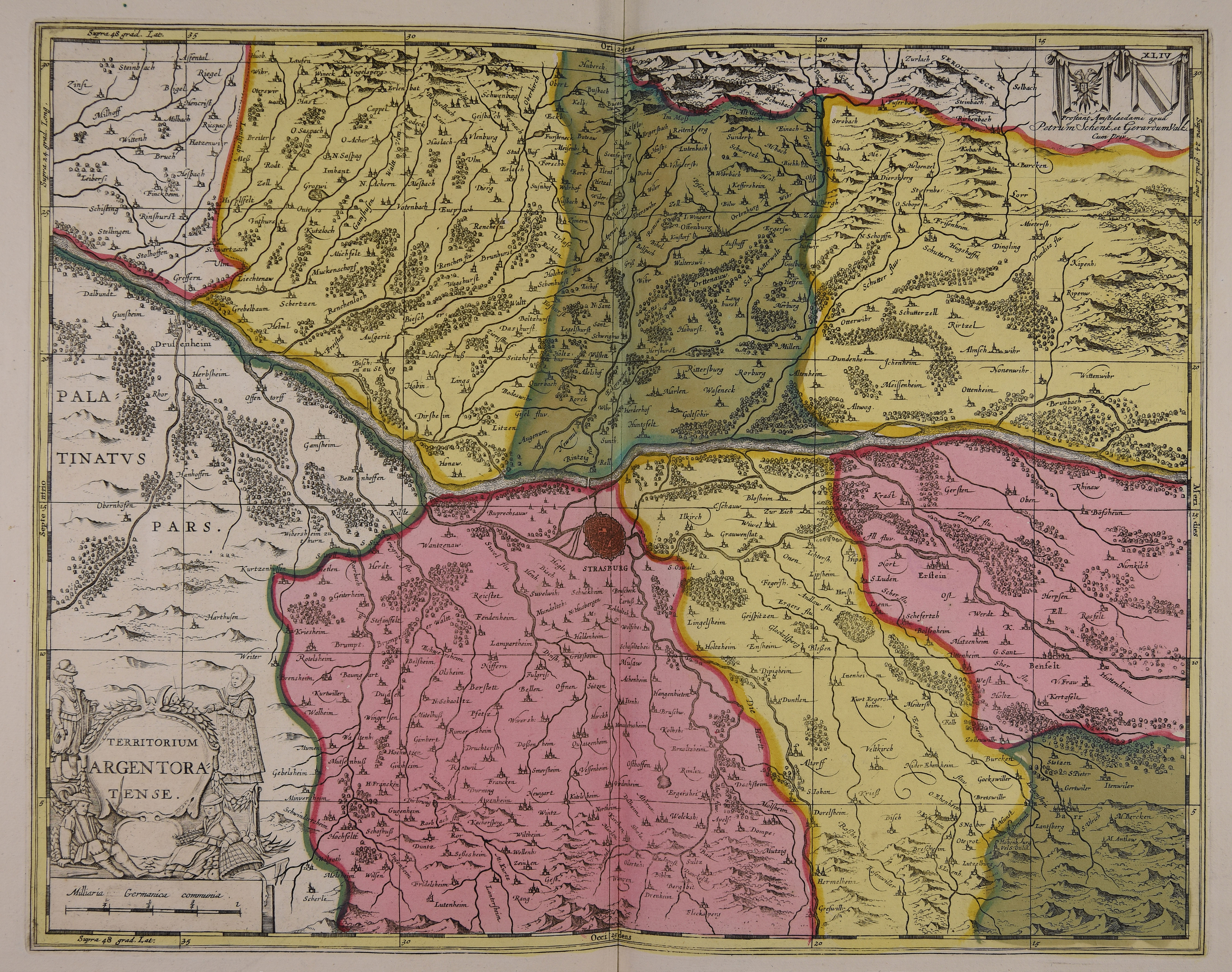
Territorium Argentoratense, carte de Strasbourg, XVIIe siècle.

Le terme territoire est polysémique : il renvoie à des significations variées qui dépendent de l'angle d'approche, des disciplines et de l'époque, telles qu'en biologie comportementale (territorialisme).
En géographie plus particulièrement, la notion de territoire a pris une importance croissante, notamment en géographie humaine et géographie politique. Le géographe Claude Raffestin définit le territoire comme « un espace transformé par le travail humain ». D'après Pierre George et Fernand Verger, le territoire est défini comme un espace géographique qualifié par une appartenance juridique (territoire national), une particularité naturelle (territoire montagneux) ou culturelle (territoire linguistique). Dans ce dernier cas, le terme de zone (« zone linguistique ») pourrait lui être préféré. On trouve une multitude d’autres définitions pour le concept de territoire qui ne dépendent pas de l’angle d’approche et de l’époque des paradigmes géographiques étudiés.
En philosophie, Gilles Deleuze et Félix Guattari ont conceptualisé la territorialisation et la déterritorialisation dans la série Capitalisme et schizophrénie I & II (l'Anti-Œdipe, Mille Plateaux).
Quelle que soit l’approche du concept, un territoire implique l'existence de frontières ou de limites. Ces deux derniers termes sont utilisés en fonction du type de territoire dont ils forment le périmètre. Par exemple, un territoire politique ou une subdivision administrative sont délimités par une frontière alors qu'un territoire naturel est circonscrit par une limite, terme moins juridique.

## Histoire du concept en biologie comportementale, zoologie, éthologie et éthologie humaine
Jusque dans les années 1960, la notion de territoire ne faisait pas l'objet d'une grande attention en biologie. Il a fallu les travaux de Raymond Dart et l'intérêt doublé des recherches intensives de Robert Ardrey à leur sujet, pour qu'advienne l'idée de territorialisme.

## Histoire du concept en géographie
Territoire vient du latin « territorium », formé de la racine « terra » (qui signifie terre) et du suffixe -torium (qui à l'origine forme un adjectif). Dans la langue française, le terme de territoire apparaît au XIIIe siècle. Dans son ancienne acception, le territoire est synonyme de Région, Contrée ou Province. À partir du XVIIe siècle, le terme désigne aussi la ville et sa banlieue (les champs et lieux situés dans le voisinage de la ville). À la même époque, il est également utilisé dans un sens politico-administratif : le territoire permet de définir le périmètre étatique qui est délimité par les frontières du pays.
L’utilisation du terme de territoire dans le vocabulaire géographique et dans d’autres sciences sociales est récente. Selon Jacques Lévy, il apparaît vraiment dans la littérature académique francophone en 1982 dans l’édition des rencontres Géopoint, « les territoires de la vie quotidienne ». La première utilisation importante du terme en géographie humaine peut toutefois être attribuée à Claude Raffestin avec la parution de Pour une géographie du pouvoir en 1980. Depuis, le terme a connu une utilisation accrue dans de nombreuses sciences et une polymérisation de sa signification. Le mot territoire et la notion d'inégalité territoriale sont beaucoup utilisés depuis les années 1990 par les sciences sociales et politiques. Dans ce contexte, la définition du terme s'est élargie, passant d'un simple référent politico-administratif à une notion désignant également des territoires d'appartenances ou de différents projets et pratiques individuelles ou collectives. Cette tendance concerne plus le monde francophone que le monde anglophone. Concernant la géographie, Frédéric Giraut constate que le terme de territoire, par son utilisation accrue, est devenu un mot à la mode (buzzword) qui a des acceptions aussi bien extensives que restrictives.

## Définitions géographiques du concept

### Approches préliminaires
Jean-Paul Ferrier propose trois définitions générales qui illustrent les grandes conceptions du territoire au sein de la géographie :
1. le territoire comme « espace à métrique topographique ». Neuf sous-définitions permettent d'expliquer la manière dont cette définition évolue dans le temps :
  1. Pendant longtemps, la notion de territoire est mise de côté au profit de celle d'espace qui semble plus savante.
  2. Territoire devient ensuite (et jusqu'à récemment) synonyme d'espace. Le terme de territoire est préféré par ceux qui souhaitent apporter un sens non exclusivement géographique.
  3. Depuis peu, le terme est utilisé comme synonyme de lieu par l'économie et la science politique pour désigner les spécificités d'une ville ou d'une région imbriquées dans un ensemble plus vaste (comme le pays).
  4. Le terme de territoire est parfois utilisé pour différencier le réel du concept. Selon cette idée, le territoire renvoie au réel, à l'espace socialisé alors que la notion d'espace géographique est une catégorie de pensée qui vise à produire de la connaissance.
  5. Dans le sens privilégié en science politique et selon son utilisation la plus ancienne, le territoire, à travers des frontières définissant un dedans et un dehors par rapport à un État, sert à définir un espace contrôlé-borné.
  6. Dans le sens biologique ou ethnographique, le territoire désigne un espace protégé par un groupe qui peut l'avoir obtenu de manière violente et qui a le contrôle sur celui-ci.
  7. À partir de la définition précédente, le terme est parfois généralisé par des géographes français pour désigner un espace approprié par identification ou par possession.
  8. Le territoire pourrait désigner la période la plus récente de l'histoire de la géographie. La notion désignerait alors le fait de prendre en compte, en géographie, les espaces vécus. Dans cette acceptation, le territoire n'est plus synonyme d'espace.
  9. Pour Jean-Paul Ferrier, la manière la plus pertinente d'appréhender le territoire comme espace à métrique topographique est de le lier au réseau parce que cela permet de pendre en compte les phénomènes qui dépassent un territoire borné et donc de mieux comprendre les liens entre le territoire et ses composantes.
2. Le territoire est un « agencement de ressources matérielles et symboliques capables de structurer les conditions pratiques de l'existence d'un individu ou d'un collectif social et d'informer en retour cet individu ou ce collectif sur sa propre identité ». Les enjeux de cette définition sont liés aux questions de matérialité, d’appropriation, de configuration spatiale et d’autoréférence. Cette dernière part de la construction symbolique de la vision du monde et le territoire acquiert alors une valeur symbolique en référence à l’individu ou au groupe qui l’a construit. Actuellement, on observe que l’idée de représentation tend à prendre le pas sur celle de matérialité du territoire. Claude Raffestin et Yves Barel affirment que le territoire a une réalité « bifaciale », ce qui signifie que tant le physique que le symbolique sont constitutifs du territoire. Selon un angle géographique et social, l’appropriation du territoire se fait surtout de manière cognitive et symbolique. La spatialité dépend des définitions de l’appropriation du territoire. Ainsi, dans le sens éthologique du terme, le territoire est compris comme une entité unique, défini et délimité, par le contrôle exercé sur lui (territoire national, domicile, quartiers de gangs). En géographie humaine, la spatialité du territoire se conçoit plutôt comme un emboîtement d’échelles multiples. Finalement, il est nécessaire de prendre en compte de façon simultanée le caractère objectif, subjectif et conventionnel du territoire. La nature objective du territoire est qu’il est à la fois le produit, le support et l’objet.
3. Le territoire est « toute portion humanisée de la surface terrestre ». Il est l’interface entre nature et culture. Le territoire est alors le décor où se déroulent les activités humaines.

Les différentes approches semblent toutes partager l'idée qu'aucun territoire n'est donné mais qu'il est construit socialement. Le débat se situe, entre autres, autour de la construction du territoire: est-ce que c'est l'expérience des agents qui le construit (théorie de leur autonomie) ou est-ce que ce sont des structures sociales et spatiales lourdes qui le font.
En réalité, les définitions proposées par plusieurs des auteurs ne se laissent pas enfermer dans un champ particulier de la géographie ou des sciences sociales plus largement. Leur définition fait donc appel à plusieurs domaines. Guy Di Méo, par exemple, propose une définition qui fait la synthèse entre approches identitaires, politiques et des projets collectifs. Selon lui, le territoire est créé par l’appropriation (économique, idéologique, politique et sociale) d’un espace par des groupes ayant une représentation d’eux-mêmes et de leur histoire). Quant à Bernard Debarbieux, il propose une conception du territoire comme des ressources matérielles et symboliques ayant la capacité de structurer l’existence pratique des individus tout en étant créateur d’identité.

### Le territoire en géographie physique
En géographie physique, un territoire désigne un espace à métrique topographique (métrique caractérisée par la continuité et la contiguïté). L’une des dimensions du territoire est le milieu physique. En raison de l'existence de différents phénomènes géomorphologiques en action sur la planète, le territoire physique est en perpétuel mouvement.

### Le territoire en géographie politique
En géographie politique, le territoire est défini en se concentrant sur les rapports de pouvoir et leurs transcriptions dans l'espace. Une partie de la définition de Marie-Christine Jaillet peut servir à illustrer l'acception de la notion en géographie politique : « […] le territoire désigne à la fois une circonscription politique et l'espace de vie d'un groupe [… qui] cherche à en maîtriser l'usage à son seul avantage […] ». Cette définition est utile pour la compréhension du terme en géographie politique mais il est important de relever que Marie-Christine Jaillet est critique par rapport à cette définition qui n’est, selon elle, plus d’actualité, notamment en ce qui concerne l’idée qu’à chaque groupe correspond un territoire.
Même si leur inspiration ne se limite pas uniquement à ce champ, deux auteurs sont emblématiques de la compréhension du terme de territoire en géographie politique et ils en ont proposé tous les deux une définition dans les années 1980. Il s'agit de Robert David Sack (États-Unis) et de Claude Raffestin (Suisse).
Selon Robert David Sack, le territoire est une portion de l'espace délimitée pour exercer un pouvoir. L'auteur relie la territorialité humaine aux stratégies de contrôle des humains. Ainsi, un groupe d'individus détient un pouvoir (souvent économique) sur un territoire, il construit une organisation spatiale pour conforter son pouvoir et l'agrandir, et ainsi de suite.
Claude Raffestin, quant à lui, s'oppose à la définition de Robert David Sack qui considère la territorialité comme étant le contrôle d'une aire. Pour lui, cette définition assimile la territorialité humaine à la territorialité animale en ne prenant pas en compte le pouvoir. C'est pourquoi, dans sa définition, Claude Raffestin reprend la théorie relationnelle du pouvoir pensée par Michel Foucault et il explique que le territoire consiste en une transformation de l’espace par l’homme influencé par les informations à dispositions dans sa culture. Ainsi, en simplifiant la pensée de Claude Raffestin, on peut dire que le territoire est un espace auquel l’homme a donné un sens.

### Le territoire en géopolitique
En géopolitique, le territoire désigne uniquement l'espace sur lequel un État-Nation exerce sa puissance. Dans ce sens, le territoire est directement relié à l'existence de l’État. Ceci implique que l’État doit mettre en place un espace borné et reconnu, autant par la population résidente que par les autres États. Cette acceptation restrictive explique pourquoi on a pu prédire la fin des territoires : on entend par là la fin de l’État-Nation dans un contexte de globalisation généralisée.

### Le territoire en géographie culturelle
En géographie culturelle, on aborde la notion de territoire en se focalisant sur sa dimension culturelle et sa dimension identitaire dans son rapport à l’espace. Autrement dit, le territoire peut être lié à l'identité culturelle des populations l'habitant et ayant une emprise sur sa gestion ou encore aux représentations que l'on s'en fait. Par exemple, le territoire tibétain est considéré comme tel parce qu'il a été marqué par la culture et la population tibétaine (paysages, monuments, etc.). Malgré le fait qu'il soit aujourd'hui sous domination chinoise, il est dans ce sens tout à fait pertinent de parler de territoire tibétain.
En ce qui concerne les auteurs s'inscrivant dans le champ de la géographie culturelle, nous pouvons relever les définitions de Joël Bonnemaison et de Christine Chivallon :
Joel Bonnemaison montre les limites de la conception biologique (ou éthologique) du territoire pour proposer une définition exclusivement culturelle. Ainsi, le territoire n'est pas juste un lieu d'appropriation et de frontière comme le suggère la définition biologique, c'est un espace symbolique ou « […] le support d'une écriture chargée de sens ». Le territoire est donc définit par la relation culturelle d'un groupe avec le maillage de son espace.
Christine Chivallon propose une définition allant dans le même sens que celle de Joel Bonnemaison : le territoire est un mode de relation à l'espace. Ainsi, selon elle, un territoire est formé par un groupe singulier ayant un rapport particulier à l'espace.

### Le territoire dans le monde géographique anglo-saxon
Puisqu'il existe, dans le monde francophone, un usage très vaste du terme de territoire, il est intéressant de se pencher sur sa traduction anglaise : territory. En fait, dans le monde anglo-saxon, les concepts de territory et de territoriality sont beaucoup moins présents dans la littérature (par exemple dans les dictionnaires) et, plus frappant, ne font pas l'objet d'un important débat comme dans le monde francophone. Parmi quelques auteurs anglophones ayant proposé une réflexion sémantique autour des notions de territory et territoriality, se trouvent notamment Edward Soja et Erik Ericksen. De manière générale, l'usage de ces termes par les différents auteurs reprend la signification accolée de longue date à la notion de territory. Ainsi, la notion désigne soit le territoire de l'État (dans un sens juridico-politique) soit le territoire approprié par un animal ou un groupe d'animaux (dans un sens éthologique).
En réalité, d'après Bernard Debarbieux, le peu d'usage du terme s'explique par le fait qu'il est généralement remplacé par les notions de place et de space. Plus particulièrement, en France, le débat autour de la notion de territoire participe à la volonté de marquer une rupture avec la géographie classique (celle de Vidal de la Blache). Par contre, dans le monde anglo-saxon, chaque domaine de la géographie s'est, de manière générale, approprié une notion et s'est attelé à proposer une réflexion sur son utilisation. Ainsi, la géographie classique est tournée vers la notion de region, la géographie quantitativiste vers celle de space, la géographie humaniste vers le concept de place et la géographie culturelle vers celui de landscape. Finalement, il semble que les géographes aient fini par converger principalement vers la notion de place dans les années 1980. Ainsi, la prise de distance par rapport au concept de territory s'effectue à travers l'usage de la notion de place qui se voit investie de dimensions sociales, culturelles et politiques.

## En philosophie
En philosophie, Gilles Deleuze et Félix Guattari ont conceptualisé la territorialisation et la déterritorialistion dans la série Capitalisme et schizophrénie I & II (l'Anti-Œdipe, Mille Plateaux).

## Critiques et débats autour du territoire
L'importance et l'utilisation croissantes de la notion de territoire au cours de la dernière décennie entraîne de nombreuses réflexions autour de son usage parfois excessif, de la pertinence de la notion dans le contexte actuel, de la bonne définition, etc. Ces débats et ces critiques permettent de mettre en évidence l'importance et les enjeux qui se trouvent derrière une définition. Ainsi, en plus de la dimension épistémologique, la définition du territoire revêt des enjeux spatiaux, sociaux, culturels, politiques et étatiques (par exemple comme niveau de mise en place de politiques publiques), de développement, etc. Il apparaît, en tous cas, que la simple définition politico-administrative faisant correspondre le territoire à l'État n'est plus suffisante avec l'importance croissante des revendications locales depuis les années 1960. Depuis les années 1980, on s'accorde donc sur le fait que le territoire intègre des réalités variées et des processus relevant de plusieurs échelles.

### Mythes
En adoptant une démarche critique par rapport à la notion de territoire et aux usages qui en sont faits, nous pouvons relever qu'un certain nombre de mythes sont attachés au découpage territorial :
1. Il y aurait des territoires et des territorialités essentiels et éternels qu'il faudrait redécouvrir et remettre en place en se débarrassant des découpages politiques.
2. Il y aurait un bon territoire fonctionnel qui résoudrait à lui seul tous les problèmes et conflits, pour autant qu'on retrouve ce territoire.

### Reproches et critiques associés au territoire
Dans un premier temps, nous pouvons relever, avec Frédéric Giraut, trois grandes catégories de reproches adressés à la notion de territoire :
1. Le territoire est réducteur : il ne rend pas compte de la mobilité des rapports sociaux dans l'espace et il ne prend en compte que les pratiques dominantes (masculines, par exemple).
2. Le territoire est obsolète : il disparaît progressivement au profit des réseaux et réseaux de réseaux dans un contexte de globalisation.
3. Le territoire est mystifiant : certains enjeux sociaux et économiques majeurs ne peuvent être perçus ou compris dans le cadre d'un territoire délimité.

Plusieurs types de critiques permettent de développer la vision critique de la notion de territoire dont voici les principaux exemples :

#### Le piège territorial
John Agnew parle de piège territorial (territorial trap) pour désigner le fait que l’État est vu, de manière éternelle, comme garant du pouvoir dans le monde moderne. Trois suppositions invariables créent ce piège territorial. La première est que la souveraineté étatique moderne a besoin d'espaces territoriaux clairement limités. La deuxième supposition est que les États modernes sont constamment en opposition les uns aux autres parce que leur bien-être augmente forcément aux dépens des autres. Il n'y aurait donc de civilisation qu'au sein de son territoire bien délimité. Troisièmement, les États territoriaux sont vus comme le contenant géographique de la société moderne. Plus précisément, on a tendance à parler de sociétés « américaines » ou « italiennes » (par exemple) comme si les frontières d'un État était aussi les frontières des processus sociaux ou culturels. Par conséquent, les autres échelles géographiques de pensée se voient exclues. Ainsi, pour John Agnew, ces trois suppositions font que le territoire désigne un monde fait exclusivement d'acteurs territoriaux similaires réalisant leurs buts à travers le contrôle de blocs d'espace.

#### Le biais socio-culturel
Frédéric Giraut met en garde contre les définitions uniquement socio-culturelles du territoire. Selon lui, il faut ajouter à la notion de territoire celle de pouvoir sur et dans l'espace. Sans cela, le risque est de ne considérer que l'espace de l'individu ou de la communauté comme le seul élément produisant de la territorialité.

#### Le biais masculiniste
La géographe Claire Hancock critique le biais masculiniste de la géographie et de la notion de territoire. Son hypothèse est que la géographie est un « territoire masculin » à cause de ses méthodes et de ses concepts qui sont des constructions masculinistes. Elle considère que la notion de territoire renvoie à des espaces appropriés par l'individu, par leurs expériences de l'espace. Or, le problème dans le territoire réside, selon elle, dans le fait que ses expériences semblent être exclusivement masculines. Claire Hancock se demande donc « […] si la notion de territoire n'est pas intrinsèquement masculine, et si les relations aux lieux […] ne dérivent pas de préoccupations propres au sexe masculin ». Elle souligne qu'il y a pas une façon féminine de faire de la géographie, opposée à une façon masculine mais il faut être attentif au fait que la construction du territoire ne doit pas relever d'expériences et de représentations uniquement masculines.

#### L'importance croissante de la mobilité face au territoire
La critique de Marie-Christine Jaillet part du constat que le découpage territorial historique perd de l'importance face à la mobilité actuelle. Il n'y a, par exemple, plus un seul territoire pertinent pour un individu mais celui-ci jongle avec des territoires à géométries variables autour desquels il se territorialise. En outre, selon Marie-Christine Jaillet, il est illusoire de considérer aujourd'hui que le territoire correspond au cadre de vie d'une communauté. En effet, les modes de vie ne s'organisent plus tellement autour de la proximité mais autour de la mobilité. Par conséquent, dans nos sociétés mobiles et complexes, il n'est plus possible de créer du lien social et de l'identité uniquement à partir du territoire, du local ou de la proximité. Il s'agit donc, pour Marie-Christine Jaillet, de remplacer le modèle du territoire qui est trop centré sur le local et dépassé par un modèle adapté à la société mondialisée actuelle. Autrement dit, elle propose de remplacer la proximité du territoire par la « bonne distance ».
La position de Denis Retaillé face à la notion de territoire prend place dans sa critique plus large de ce qu'il nomme des « fictions géographiques » qui sont, selon lui, au nombre de trois : la frontière, le territoire et l'aire culturelle. Ces concepts auraient en fait perdu de leur pertinence dans un monde qui serait devenu mobile. En ce qui concerne le territoire, sa critique rejoint celle de Marie-Christine Jaillet puisqu’il considère que sa substance le rendrait incompatible avec l'espace devenu mobile. Ainsi, le territoire serait institutionnalisé par la frontière. Les mouvements y sont contrôlés et, au sein d'un territoire, les différences sont effacées au profit de l'unité. Toujours dans la vision de Denis Retaillé, c'est la référence au sol qui donne à l’État son territoire. Face à la mobilité et au fait que les frontières se décomposent, le territoire perdrait donc toute sa réalité. La territorialité ne serait plus produite par rapport à un territoire homogène mais serait rattachées à de nombreux signes. Autrement dit, selon Denis Retaillé, la notion de territoire, puisqu'elle ne correspond plus à la réalité d'un espace en mouvement, est appelée à être remplacée par d'autres concepts plus pertinents (le mouvement, l'espace mobile, par exemple).

## Définitions générales du territoire

### Définitions administratives
Au lieu d'être un terme neutre, un territoire peut désigner un type précis de subdivision administrative. Dans le sens administratif, le terme s’applique parfois à des territoires pionniers, lointains ou peu peuplés. Quand l’augmentation démographique est assez importante, le terme de territoire est alors remplacé par celui d'État ou de région. Toutefois en France métropolitaine, le mot « territoire » revêt un sens administratif particulier. Souvent par opposition à la Ville (régie par un conseil municipal), le terme « territoire » désigne une zone administrative placée sous l'autorité d'une collectivité territoriale (commune, département ou région).
- Au Canada, un territoire est une entité politique comparable aux provinces, possédant par exemple ses propres institutions et son assemblée législative, mais ayant un degré moindre (quoique croissant au fil du temps) d'autonomie face au gouvernement fédéral et étant créé par une loi statutaire plutôt qu'une disposition constitutionnelle. Il y a trois territoires : le Yukon, les Territoires du Nord-Ouest et le Nunavut, tous dans le Grand Nord.
- En France, le statut de territoire d'outre-mer était, jusqu'en 2003, attribué à des territoires n'ayant pas le statut de département d'outre-mer. Ceci leur donnait un statut inférieur aux divisions normales et montre que l’appropriation n'était pas complète. Il a été remplacé par le statut de « collectivité d'outre-mer ».
- Aux États-Unis, les territoires sont, dans leur histoire, des entités géographiques et politiques ne dépendant d'aucun État.

Le territoire douanier est défini comme la portion du territoire où s'exerce le droit douanier du pays. Le territoire douanier peut donc différer du territoire politique, ce qui crée des enclaves douanières (par exemple, le Liechtenstein fait partie du territoire douanier Suisse).

### Le territoire en biologie
En écologie, un territoire désigne une zone d'habitat occupée par un individu ou une population (au sein d'un peuplement) d'une espèce végétale ou plus généralement animale.
En éthologie (comportement animal et humain), le territoire est également un milieu de vie, un lieu de reproduction d'une espèce animale. On l'étudie alors du point de vue du comportement territorial chez les animaux. Le territoire chez les animaux est déterminé par le marquage et la défense de leur espace de vie, par un comportement parfois agressif envers les intrus. On observe alors une complémentarité entre le territoire et un comportement hiérarchique de domination.
Ces études sont transposées sur les comportements humains, à travers les comportements d’exclusion, de ségrégation, d’agrégation. Néanmoins, cette transposition directe de l’animalité à l'humanité est probablement trop simplificatrice étant donné que les comportements humains sont également dépendants des règles et des lois.

### Le territoire en marketing
En marketing, le territoire est considéré comme un espace de valeurs et d’attentes où une marque est légitime aux yeux de sa clientèle actuelle ou potentielle. Le territoire détermine le champ de l’extension de la marque, c'est-à-dire la possibilité d’utiliser la même marque pour des produits différents.

### Le territoire dans les jeux
Dans le domaine ludique, le territoire correspond à un espace qu'il faut soit gérer, soit conquérir, soit défendre, ou encore dont il faut s'échapper. Les jeux territoriaux correspondent à une catégorie spécifique des jeux de plateau. Ces jeux territoriaux incluent des jeux comme le jeu de go ou Diplomatie mais ce sont plus particulièrement des jeux de guerre (ou wargames). Parmi les autres jeux de plateau qui intègrent la notion de territoire, il y a des jeux de gestion comme Vinci ou Les Colons de Catane.

### Termes apparentés
Les différentes manières d’utiliser un terme dans le langage peuvent mener à le connecter ou le confondre avec d’autres. Celui de territoire est parfois utilisé en lien avec les termes d’aire, d’espace, de lieu, de paysage, de réseau ou encore de terroir.
D'une manière simplificatrice, la notion de territoire est parfois utilisée pour désigner un espace. Le lien étroit entre le terme d’espace et celui de territoire a été mis en évidence plus haut. L’espace touche tous les domaines que le territoire traite et est construit en partie de la même façon.
Par ailleurs, le territoire est souvent opposé au réseau car l’un est considéré comme étant formé d’une spatialité continue (une surface) tandis que l’autre est fait de ligne. Pourtant, le territoire, dans une conception actuelle du terme, est considéré comme étant formé d’un réseau entre des lieux liés les uns aux autres. Si un réseau est considéré jusqu’à ses plus petites ramifications, il couvrira l’ensemble de la surface et donc du territoire.
En outre, le territoire, comme le paysage, est le décor des actes de l’homme. Le lien entre territoire et paysage peut encore être approfondi car ce terme est lié au sens géophysique du territoire dans la mesure où le regard se pose sur un territoire limité par le champ de vision de l’observateur.
Un autre terme lié au territoire est celui d'aire. Dans un sens politique, aux États-Unis, une aire métropolitaine est « une unité spatiale officiellement délimité qui définit l’agglomération au sens large ». Dans ce sens, l'aire métropolitaine désigne un territoire circonscrit d’action politique. Dans un cadre économique, l’aire (l'aire d’influence, l'aire d’attraction ou l'aire de chalandise, par exemple) définit le territoire d’influence d’une ville par exemple. Finalement, le terme terroir est aussi lié au territoire car il renvoie à un territoire aménagé par l'homme pour l'agriculture. Ce terme peut aussi être utilisé pour parler d'un territoire administré par une communauté rurale.
Les politiques d'aménagement du territoire visent notamment à réduire les inégalités territoriales.